# Marie Dumesnil

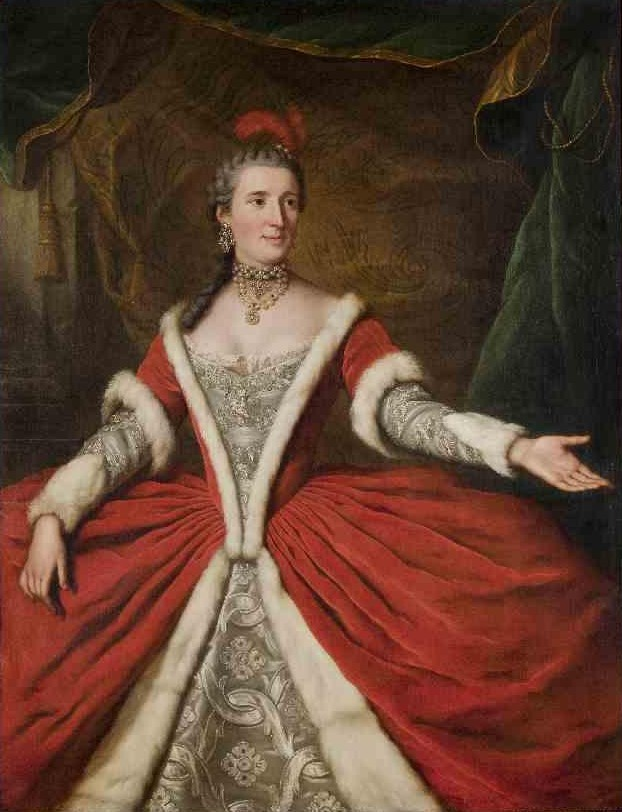
Marie Dumesnil, 1754

Marie Dumesnil, pseudonimo di Marie-Françoise Marchand (Parigi, 2 gennaio 1713 – 20 febbraio 1803), è stata un'attrice teatrale francese.

## Biografia
Nacque a Parigi, figlia di un nobile decaduto e iniziò la sua carriera teatrale in provincia, e nel 1737 venne chiamata per debuttare alla Comédie-Française come Clitennestra in Ifigenia di Racine. Ebbe subito successo, interpretando Cleopatra, Fedra, Atalia ed Ermione (ruoli tragici creati dai contemporanei drammaturghi francesi) con grande effetto, e quando creò Merope (1743), Voltaire disse che aveva tenuto il pubblico in lacrime per tre atti consecutivi. Nella trattatistica sull'arte dell'attore è annoverata tra le interpreti di approccio emozionalista, di contro all'anti-emozionalismo centrale nelle teorie di Denis Diderot, elaborate in quegli anni. Il filosofo e critico francese, infatti, nel celebre Paradoxe riserva elogi e apprezzamenti alla Clairon, collega di Marie Dumesnil.
Si ritirò dalle scene nel 1776, ma visse fino al 1803. La sua rivale, La Clairon, avendo parlato male di lei, autorizzò la pubblicazione di  Mémoire de Marie Françoise Dumesnil, en réponse aux mémoires d'Hippolyte Clairon (1800)